# STARDUST REVUE (アルバム)
『STARDUST REVUE』（スターダストレビュー）はスターダストレビュー1作目のオリジナル・アルバム。
デビュー・シングル「シュガーはお年頃」と共に1981年5月25日に発売された。

## 収録曲
- 全編曲：スターダストレビュー
- 作詞：根本要/手島昭、作曲：根本要（特記以外）

1. シュガーはお年頃
  - 1stシングル
2. ラッキーレイン
  - サックス演奏：ジェイク・コンセプション
3. 気分はセレナーデ
4. 常夏のジャガタリアン
  - 作詞・作曲：柿沼清史
5. ラストシーン
  - 1stシングル「シュガーはお年頃」のB面
6. GOOD-BYE, MY LOVE
7. 今年の夏こそは
  - 作詞・作曲：井上徳雄
8. READY TO LOVE AGAIN
  - 作詞・作曲・メインヴォーカル：三谷泰弘
9. たそがれラプソディ
10. シュガーはお年頃（LIVE VERSION:1988年2月26日）
※2002年以降再発盤のみ収録ボーナス・トラック